# Premier League 2010/2011
Premier League 2010/2011 var den 19:e säsongen av Premier League och den 119:e säsongen av Englands högsta division i fotboll för herrar. Serien startade 14 augusti 2010 och avslutades den 22 maj 2011. 20 lag deltar i serien och Chelsea var regerande mästare efter att ha vunnit säsongen 2009/2010. Nykomlingar i serien var Newcastle United, West Bromwich Albion och Blackpool. De ersatte Burnley, Hull City och Portsmouth som flyttades ner från Premier League säsongen innan.
Från och med säsongen 2010-2011 introducerade FA en regel som säger att alla lag måste registrera en spelartrupp på maximalt 25 spelare efter varje transferfönster. Av dessa 25 spelare måste 8 vara så kallade "home grown" vilket innebär att spelaren måste ha varit registrerad för spel i en engelsk eller walesisk klubb under tre säsonger innan han fyllt 21 år. Utöver de 25 listade spelarna får en klubb bara använda sig av spelare som är under 21 år gamla.

## Arenor
| Arena                      | Klubb                   | Kapacitet |
| -------------------------- | ----------------------- | --------- |
| Emirates Stadium           | Arsenal                 | 60 355    |
| Villa Park                 | Aston Villa             | 42 788    |
| St Andrews                 | Birmingham City         | 30 079    |
| Ewood Park                 | Blackburn Rovers        | 31 367    |
| Bloomfield Road            | Blackpool               | 12 555    |
| Reebok Stadium             | Bolton Wanderers        | 28 723    |
| Stamford Bridge            | Chelsea                 | 42 055    |
| Goodison Park              | Everton                 | 40 157    |
| Craven Cottage             | Fulham                  | 26 500    |
| Anfield                    | Liverpool               | 45 362    |
| City of Manchester Stadium | Manchester City         | 47 726    |
| Old Trafford               | Manchester United       | 75 957    |
| St James' Park             | Newcastle United        | 52 387    |
| Britannia Stadium          | Stoke City              | 28 383    |
| Stadium of Light           | Sunderland              | 49 000    |
| White Hart Lane            | Tottenham Hotspur       | 36 240    |
| Boleyn Ground              | West Ham United         | 35 309    |
| DW Stadium                 | Wigan Athletic          | 25 138    |
| The Hawthorns              | West Bromwich Albion    | 26 500    |
| Molineux Stadium           | Wolverhampton Wanderers | 29 303    |

## Klubbar och statistik
| Klubb                   | Tabellplacering säsongen 2009–10 | Första säsongen i högstaligan | Antal säsonger i högstaligan | Antal säsonger i Premier League | Första säsongen sen senaste uppflyttningen | Antal ligasegrar i högstaligan | Senaste ligasegern i högstadivisionen |
| ----------------------- | -------------------------------- | ----------------------------- | ---------------------------- | ------------------------------- | ------------------------------------------ | ------------------------------ | ------------------------------------- |
| Arsenala,b              | 3                                | 1904–05                       | 94                           | 19                              | 1919–20                                    | 13                             | 2003–04                               |
| Aston Villaa,b          | 6                                | 1888–89                       | 100                          | 19                              | 1988–89                                    | 7                              | 1980–81                               |
| Birmingham City         | 9                                | 1894–95                       | 57                           | 7                               | 2009–10                                    | 0                              | —                                     |
| Blackburn Roversa       | 10                               | 1888–89                       | 71                           | 17                              | 2001–02                                    | 3                              | 1994–95                               |
| Blackpoolb              | 6; Championship                  | 1930–31                       | 27                           | 1                               | 2010–11                                    | 0                              | —                                     |
| Bolton Wanderers        | 14                               | 1888–89                       | 72                           | 12                              | 2001–02                                    | 0                              | —                                     |
| Chelseaa,b              | 1                                | 1907–08                       | 76                           | 19                              | 1989–90                                    | 4                              | 2009–10                               |
| Evertona,b              | 8                                | 1888–89                       | 108                          | 19                              | 1954–55                                    | 9                              | 1986–87                               |
| Fulhamb                 | 12                               | 1949–50                       | 22                           | 10                              | 2001–02                                    | 0                              | —                                     |
| Liverpoola,b            | 7                                | 1894–95                       | 96                           | 19                              | 1962–63                                    | 18                             | 1989–90                               |
| Manchester Citya        | 5                                | 1899–1900                     | 82                           | 14                              | 2002–03                                    | 2                              | 1967–68                               |
| Manchester Uniteda,b    | 2                                | 1892–93                       | 86                           | 19                              | 1975–76                                    | 19                             | 2010–11                               |
| Newcastle United        | 1; Championship                  | 1898–99                       | 79                           | 17                              | 2010–11                                    | 4                              | 1926–27                               |
| Stoke Cityb             | 11                               | 1888–89                       | 55                           | 3                               | 2008–09                                    | 0                              | —                                     |
| Sunderland              | 13                               | 1890–91                       | 80                           | 10                              | 2007–08                                    | 6                              | 1935–36                               |
| Tottenham Hotspura,b    | 4                                | 1909–10                       | 76                           | 19                              | 1978–79                                    | 2                              | 1960–61                               |
| West Bromwich Albion    | 2; Championship                  | 1888–89                       | 72                           | 5                               | 2010–11                                    | 1                              | 1919–20                               |
| West Ham United         | 17                               | 1923–24                       | 53                           | 15                              | 2005–06                                    | 0                              | —                                     |
| Wigan Athleticb         | 16                               | 2005–06                       | 6                            | 6                               | 2005–06                                    | 0                              | —                                     |
| Wolverhampton Wanderers | 15                               | 1888–89                       | 62                           | 3                               | 2009–10                                    | 3                              | 1958–59                               |

a: Var med och grundade Premier League

b: Har aldrig åkt ur Premier League

## Tabell
- Fulham blev kvalificerade för Europa League-kval genom att vara det högst rankade laget i Premier Leagues fair play-tabell som ännu inte kvalificerat sig för spel i Europa.[4]
- Stoke City kvalificerades för kval till Europa League genom att nå final i FA-cupen.
- Birmingham City kvalificerades för kval till Europa League genom att vinna Ligacupen.

| Nr | Lag                     | S  | V  | O  | F  | GM | IM | MS  | P  |
| -- | ----------------------- | -- | -- | -- | -- | -- | -- | --- | -- |
| 1  | Manchester United       | 38 | 23 | 11 | 4  | 78 | 37 | +41 | 80 |
| 2  | Chelsea                 | 38 | 21 | 8  | 9  | 69 | 33 | +36 | 71 |
| 3  | Manchester City         | 38 | 21 | 8  | 9  | 60 | 33 | +27 | 71 |
| 4  | Arsenal                 | 38 | 19 | 11 | 8  | 72 | 43 | +29 | 68 |
| 5  | Tottenham Hotspur       | 38 | 16 | 14 | 8  | 55 | 46 | +9  | 62 |
| 6  | Liverpool               | 38 | 17 | 7  | 14 | 59 | 44 | +15 | 58 |
| 7  | Everton                 | 38 | 13 | 15 | 10 | 51 | 45 | +6  | 54 |
| 8  | Fulham                  | 38 | 11 | 16 | 11 | 49 | 43 | +6  | 49 |
| 9  | Aston Villa             | 38 | 12 | 12 | 14 | 48 | 59 | −11 | 48 |
| 10 | Sunderland              | 38 | 12 | 11 | 15 | 45 | 56 | −11 | 47 |
| 11 | West Bromwich Albion    | 38 | 12 | 11 | 15 | 56 | 71 | −15 | 47 |
| 12 | Newcastle United        | 38 | 11 | 13 | 14 | 56 | 57 | −1  | 46 |
| 13 | Stoke City              | 38 | 13 | 7  | 18 | 46 | 48 | −2  | 46 |
| 14 | Bolton Wanderers        | 38 | 12 | 10 | 16 | 52 | 56 | −4  | 46 |
| 15 | Blackburn Rovers        | 38 | 11 | 10 | 17 | 46 | 59 | −13 | 43 |
| 16 | Wigan Athletic          | 38 | 9  | 15 | 14 | 40 | 61 | −21 | 42 |
| 17 | Wolverhampton Wanderers | 38 | 11 | 7  | 20 | 46 | 66 | −20 | 40 |
| 18 | Birmingham City         | 38 | 8  | 15 | 15 | 37 | 58 | −21 | 39 |
| 19 | Blackpool               | 38 | 10 | 9  | 19 | 55 | 78 | −23 | 39 |
| 20 | West Ham United         | 38 | 7  | 12 | 19 | 43 | 70 | −27 | 33 |

## Statistiken
| Rank | Spelare              | Klubb                  | Mål |
| ---- | -------------------- | ---------------------- | --- |
| 1    | Dimitar Berbatov     | Manchester United      | 21  |
| 1    | Carlos Tévez         | Manchester City        | 21  |
| 3    | Robin van Persie     | Arsenal                | 18  |
| 4    | Darren Bent          | Sunderland/Aston Villa | 17  |
| 5    | Peter Odemwingie     | West Bromwich Albion   | 15  |
| 6    | Andy Carroll         | Newcastle/Liverpool    | 13  |
| 6    | Florent Malouda      | Chelsea                | 13  |
| 6    | Javier Hernández     | Manchester United      | 13  |
| 6    | Dirk Kuyt            | Liverpool              | 13  |
| 6    | Rafael van der Vaart | Tottenham Hotspur      | 13  |
| 6    | D. J. Campbell       | Blackpool              | 13  |

| Rank | Spelare              | Klubb                | Assist |
| ---- | -------------------- | -------------------- | ------ |
| 1    | Nani                 | Manchester United    | 18     |
| 2    | Didier Drogba        | Chelsea              | 15     |
| 3    | Cesc Fàbregas        | Arsenal              | 14     |
| 4    | Andrei Arshavin      | Arsenal              | 11     |
| 4    | Leighton Baines      | Everton              | 11     |
| 4    | Chris Brunt          | West Bromwich Albion | 11     |
| 4    | Wayne Rooney         | Manchester United    | 11     |
| 4    | Ashley Young         | Aston Villa          | 11     |
| 9    | Peter Crouch         | Tottenham Hotspur    | 9      |
| 9    | Stewart Downing      | Aston Villa          | 9      |
| 9    | Rafael van der Vaart | Tottenham Hotspur    | 9      |
| 9    | David Silva          | Manchester City      | 9      |
| 9    | Joey Barton          | Newcastle            | 9      |
| 9    | Charlie Adam         | Blackpool            | 9      |
| 9    | Peter Odemwingie     | West Bromwich Albion | 9      |

## Utmärkelser

### Månatliga
| Månad     | Månadens manager  | Månadens manager     | Månadens spelare     | Månadens spelare     |
| Månad     | Tränare           | Klubb                | Spelare              | Klubb                |
| --------- | ----------------- | -------------------- | -------------------- | -------------------- |
| Augusti   | Carlo Ancelotti   | Chelsea              | Paul Scholes         | Manchester United    |
| September | Roberto Di Matteo | West Bromwich Albion | Peter Odemwingie     | West Bromwich Albion |
| Oktober   | David Moyes       | Everton              | Rafael van der Vaart | Tottenham Hotspur    |
| November  | Owen Coyle        | Bolton Wanderers     | Johan Elmander       | Bolton Wanderers     |
| December  | Roberto Mancini   | Manchester City      | Samir Nasri          | Arsenal              |
| Januari   | Sir Alex Ferguson | Manchester United    | Dimitar Berbatov     | Manchester United    |
| Februari  | Arsène Wenger     | Arsenal              | Scott Parker         | West Ham United      |
| Mars      | Carlo Ancelotti   | Chelsea              | David Luiz           | Chelsea              |
| April     | Carlo Ancelotti   | Chelsea              | Peter Odemwingie     | West Bromwich Albion |

### Årliga

#### Årets lag
| \| Målvakt \| Målvakt \| \| ----------------- \| ----------------- \| \| Edwin van der Sar \| Manchester United \| \| Försvarare \| \| \| Bacary Sagna \| Arsenal \| \| Nemanja Vidić \| Manchester United \| \| Vincent Kompany \| Manchester City \| \| Ashley Cole \| Chelsea \| \| Mittfältare \| \| \| Nani \| Manchester United \| \| Samir Nasri \| Arsenal \| \| Jack Wilshere \| Arsenal \| \| Gareth Bale \| Tottenham Hotspur \| \| Anfallare \| \| \| Dimitar Berbatov \| Manchester United \| \| Carlos Tévez \| Manchester City \| | Tévez Berbatov BaleWilshere NasriNani ColeKompany VidićSagna van der Sar |
| Målvakt |                                                                          |
| Edwin van der Sar | Manchester United                                                        |
| Försvarare |                                                                          |
| Bacary Sagna | Arsenal                                                                  |
| Nemanja Vidić | Manchester United                                                        |
| Vincent Kompany | Manchester City                                                          |
| Ashley Cole | Chelsea                                                                  |
| Mittfältare |                                                                          |
| Nani | Manchester United                                                        |
| Samir Nasri | Arsenal                                                                  |
| Jack Wilshere | Arsenal                                                                  |
| Gareth Bale | Tottenham Hotspur                                                        |
| Anfallare |                                                                          |
| Dimitar Berbatov | Manchester United                                                        |
| Carlos Tévez | Manchester City                                                          |